# Митральный клапан
Митра́льный кла́пан (лат. valva mitralis), двухство́рчатый клапан (valva bicuspidalis) или левый предсердно-желудочковый клапан (valva atrioventricularis sinistra) — клапан между левым предсердием и левым желудочком сердца, который прикрепляется по окружности левого предсердно-желудочкового отверстия (ostium atrioventriculare sinistrum). Представлен двумя соединительнотканными пластинками (заслонками), которые предотвращают во время систолы левого желудочка регургитацию (обратный ток) крови в левое предсердие.
Двухстворчатый клапан человека состоит из двух больших створок: передней и задней (cuspides anterior et posterior). Между этими створками иногда располагаются два небольших зубца — комиссуральные створки (cuspides comissurales). Передняя створка, укрепляясь на передних отделах окружности левого предсердно-желудочкового отверстия, а также на ближайшей к ней соединительнотканной основе отверстия аорты, располагается правее, чем задняя. Она же является более развитой и большей по размеру в сравнении с задней. Свободные края передней створки фиксируются сухожильными хордами (chordae tendineae) к передней сосочковой мышце (musculus papillaris anterior), в то время как задней створки — к задней сосочковой мышце (musculus papillaris posterior). Передние и задние сосочковые мышцы начинаются на соответственно передне- и заднелевой стенках левого желудочка. Комиссуральные створки, залегая в промежутках между передней и задней створками, фиксируются при помощи сухожильных хорд либо к сосочковым мышцам, либо непосредственно к стенке левого желудочка.
Клапан имеет форму овала, открытого вниз, влево и вперед. Продольный размер её составляет 23—37 мм, а поперечный — 17—33 мм. Площадь клапана у новорождённого составляет 1,18—1,49 см2, в то время как у взрослого — 4—6 см2. Изменение данного показателя в меньшую сторону называется митральным стенозом, и в большую — недостаточностью. Передняя створка более развита, чем задняя. Линия прикрепления её к левому фиброзному кольцу (anulus fibrosis sinister) располагается на 6 мм ниже самой нижней точки левой и задней створок клапана аорты. Во время систолы желудочка передняя створка выгибается в сторону левого венозного кольца и вместе с задней створкой закрывает его, а во время диастолы желудочка прилегает к межжелудочковой перегородке и закрывает аортальное отверстие. Задняя створка шире, чем передняя.